# Carruba (Giarre)
Carruba ('a Carubba in siciliano) è una località della Città metropolitana di Catania, amministrata dai comuni di Giarre e Riposto. Dista 6.0 km da Riposto, 6.4 km da Giarre, 6.5 km da Santa Venerina e 9.5 km da Acireale. La spiaggia della località è nota come Praiola.

## Origini del nome
Il toponimo potrebbe derivare da un'antica macchia di vegetazione di carrubi, che consisteva nel lembo settentrionale del Bosco d'Aci, o dall'arabo qarûbah, che indicava una piccola moneta adoperata durante la dominazione musulmana in Sicilia.

## Società

### Tradizioni e folclore
Le due feste patronali, dedicate alla Madonna delle Grazie (domenica dopo il 2 luglio) e a San Martino (11 novembre), si svolgono con identica ritualità; oltre alle funzioni religiose, le processioni si dividono nella parte di paese del comune di Giarre e nella parte di paese del comune di Riposto. La festa della Madonna delle Grazie è animata dalla presenza della candelora, che il sabato prima della festa offre nella piazza dinanzi alla chiesa uno spettacolo folkloristico di balli e musica. Inoltre ogni 10 anni si svolge la festa grande, in cui la Madonna delle Grazie percorre entrambe le parti di frazione, tra il sabato e la domenica successive al 2 luglio.

## Economia
L'agricoltura ha sempre rappresentato la principale attività economica; in particolare, enorme importanza avevano in passato la coltivazione e il commercio di patate, che sfruttavano un apposito binario ferroviario dedicato allo scarico merci. Oggi Carruba è sede di importanti aziende florovivaistiche; inoltre, recentemente è stata aperta una vasta area artigianale nella parte ripostese della frazione.

## Infrastrutture e trasporti
È presente una stazione delle Ferrovie dello Stato sulla linea Messina-Siracusa e sono attive linee di trasporto pubblico (autobus) a gestione privata.